# Kangaroo Jack
Kangaroo Jack ist eine australisch-US-amerikanischer Abenteuerkomödie von David McNally aus dem Jahr 2003.

## Handlung
Der New Yorker Friseur Charlie Carbone und der erfolglose Musiker Louis Booker sind seit 20 Jahren befreundet. Beide arbeiten für die von Salvatore Maggio angeführte Mafiaorganisation. Bei der Erledigung ihrer ersten Aufgabe für Maggio scheitern sie.
Maggio beauftragt Booker und Carbone mit dem Überbringen von 50.000 US-Dollar nach Nordterritorium, die Mr. Smith ausgehändigt werden sollen. Die Freunde fahren im Outback ein Känguru an und wollen es, mit einer Jacke verkleidet, fotografieren. Das Känguru flieht mit der Jacke, in der sich das zu überbringende Geld befindet.
Die Freunde verfolgen das Tier, dabei lernen sie die Tierschützerin Jessie kennen. Der Versuch, das Känguru mit einem Flugzeug zu verfolgen und mit einem Betäubungsgewehr zu stellen, scheitert. Booker trifft zufällig den Piloten, was beinahe eine Flugzeugkatastrophe verursacht.
Mr. Smith taucht auf; er erweist sich als ein Profikiller, der Booker und Carbone im Auftrag von Maggio töten sollte. Sie sollten die Bezahlung für die eigene Hinrichtung überbringen. Mr. Smith und einige seiner Komplizen werden festgenommen. Carbone und Jessie heiraten.

## Kritiken
Carla Meyer bezeichnete die Komödie in der San Francisco Chronicle vom 17. Januar 2003 als „lahm“, derer Handlung als „unlustig“. Christopher Walken beweise, dass er bereit sei, jede Rolle anzunehmen.
Peter Travers bezeichnete die Dialogzeilen in der Zeitschrift Rolling Stone vom 24. Januar 2003 als „gefühlsduseligen Schwachsinn“ („smarmy idiocies“). Der Film sei ein „Fiasko“.
Das Lexikon des internationalen Films schrieb, der Film sei „eine an Niveaulosigkeit kaum zu unterbietende Klamaukkomödie“.

## Auszeichnungen
Der Film als Beste Komödie und Anthony Anderson wurden im Jahr 2003 für den Teen Choice Award nominiert. Die Gestalt des Kangaroo Jack wurde 2003 für den MTV Movie Award nominiert. Der Film gewann 2004 den Kids’ Choice Award.
Anthony Anderson und Christopher Walken wurden im Jahr 2004 für die Goldene Himbeere nominiert.

## Hintergrund
Der Film wurde in Los Angeles und Australien gedreht. Seine Produktionskosten betrugen schätzungsweise 60 Millionen US-Dollar. Der Film spielte in den Kinos der USA ca. 66,7 Millionen US-Dollar ein sowie ca. 21,9 Millionen US-Dollar in den anderen Ländern.